# Ngolo Diarra
Ngolo Diarra fue el rey del Imperio de Bamana desde 1766 a 1795.
Después de la muerte del fundador del imperio Bitòn Coulibaly en 1755, sus descendientes (los Bitonsi) fueron incapaces de mantener el control y el reino cayó brevemente en el caos. Ngolo Diarra, esclavo liberado, se apoderó del trono en 1766 y pronto restauró el orden, recordado por la prosperidad del imperio bajo su reinado.1
Falleció en la campaña contra los Reinos mossi y fue sucedido por su hijo Mansong Diarra. Sus descendientes, los Ngolosi, continuaron gobernando el imperio hasta su caída ante el conquistador El Hadj Umar Tall fundador del imperio Imperio tuculor en 1861.
El explorador británico Mungo Park, visitó Segú la capital del Imperio de Bamana dos años después de la muerte de Diarra:

La vista de esta extensa ciudad, las numerosas canoas en el río, la población congregada, y el estado cultivado del campo alrededor, forman en conjunto una perspectiva de civilización y magnificencia que no esperaba encontrar en el centro de África.

El centro campista francés N'Golo Kanté fue nombrado en su honor.